# Minneiska, Minnesota
Minneiska, Minnesota (енгл. Minneiska) град је у америчкој савезној држави Минесота.

## Демографија
По попису из 2010. године број становника је 111, што је 5 (-4,3%) становника мање него 2000. године.
| Група             | 2000.       | 2010.       |
| Белци             | 114 (98,3%) | 108 (97,3%) |
| Афроамериканци    | 0 (0,0%)    | 0 (0,0%)    |
| Азијати           | 1 (0,9%)    | 1 (0,9%)    |
| Хиспаноамериканци | 0 (0,0%)    | 1 (0,9%)    |
| Укупно            | 116         | 111         |